# Ładyczyn
Ładyczyn (ukr. Ладичин, Ładyczyn) – wieś na Ukrainie w rejonie tarnopolskim należącym do obwodu tarnopolskiego. 
W II Rzeczypospolitej wieś powiecie tarnopolskim województwa tarnopolskiego.
W czasie okupacji niemieckiej mieszkająca tutaj polska rodzina Ferenców ukrywała troje Żydów z rodziny Blumów, za co w 2017 roku Instytut Jad Waszem uhonorował pośmiertnie tytułami Sprawiedliwych wśród Narodów Świata Stanisława i Teklę Ferenców.
W październiku 1944 nacjonaliści ukraińscy z OUN-UPA zamordowali tutaj 41 Polaków.
Do 2020 w rejonie trembowelskim.

## Kościół
Wzniesiony w latach 1912-1923 p.w. Wniebowzięcia Najświętszej Maryi Panny i św. Kazimierza. Zamknięty po II wojnie światowej, po 1991 r. zwrócony katolikom.